# محمود یارمحمدلو
محمود یارمحمدلو (متولد ۳۰ فروردین ۱۳۴۰ هجری شمسی)، کارگردان، مستندساز، تدوینگر و تهیه‌کننده زاده تهران. او طی بیش از سه دهه فعالیت در عرصه فیلم مستند و داستانی، مستندهایی همچون «درویش فلزات»، «در قفس» و «شکسته پیوسته» را خلق کرده و تدوینگر مجموعه‌های تلویزیونی مانند «خانه ای در تاریکی» (به کارگردانی سعید سلطانی) و «بچه‌های مدرسه همت» (به کارگردانی رضا میرکریمی) بوده‌است.

## زندگی‌نامه
محمود یارمحمدلو زاده تهران (متولد ۳۰ فروردین ۱۳۴۰ هجری شمسی) کارگردان، مستندساز، تدوینگر و تهیه‌کننده ایرانی است. وی دارای مدرک کارشناسی در رشتهٔ سینما گرایش تدوین از دانشگاه هنر می‌باشد. وی برای ساخت مستند «درویش فلزات» در سال ۲۰۰۲ موفق به دریافت جوایز بهترین فیلم مستند و بهترین فیلم از نگاه دانشجویان در جشنواره زولنوک مجارستان شد. یارمحمدلو از سال ۱۳۷۵ عضو انجمن مستندسازان خانه سینما و عضو انجمن تدوین‌گران خانه سینما ازسال ۱۳۷۲ می‌باشد.

## آثار

### مستند

#### فیلمهای مستند
- عیار مشروطه/طراح، نویسنده، تهیه‌کننده، کارگردان/ بلند/(۱۳۹۳)[۴]
- سین میم نون واو «سمنو» /کارگردان، تدوینگر/ (۱۳۹۰)[۱]
- دیدار/کارگزدان، تدوینگر/(۱۳۸۷)[۵]
- داستان یک قصه گو/کارگردان، تدوینگر/(۱۳۸۶)[۱]
- شکسته پیوسته/کارگردان، تدوینگر/(۱۳۸۴)[۵]
- درویش فلزات/کارگردان، تدوینگر/(۱۳۷۶)[۳]
- در قفس/کارگردان، تدوینگر/(۱۳۷۰)[۵]

#### مجموعه‌های مستند
- مجموعه مستند «آزادراه تهران-شمال» /کارگردان/۸قسمت/(۱۳۹۷)
- مجموعه مستند «شهرنامه» /تهیه‌کننده، کارگردان/۱۰قسمت/شبکه مستند/(۱۳۹۴)[۶]
- مجموعه مستند «داستان زمین» /تهیه‌کننده، کارگزدان/۱۳قسمت/شبکه مستند/(۱۳۹۲)[۷]
- مجموعه مستند «تمبر پیامرسان کوچک» /کارگردان/۱۳قسمت/شبکه چهار/(۱۳۷۵)[۵]
- محموعه مستند داستانی «راهی به سوی فردا» /کارگردان/۵قسمت/شبکه دو/(۱۳۷۵)[۵]